# Del mio meglio n. 8
Del mio meglio n. 8 è una raccolta della cantante italiana Mina, pubblicata nell'aprile 1985 dalla PDU con distribuzione EMI Italiana.

## Descrizione
Continua la serie di raccolte Mina...del mio meglio, iniziata nel 1971, che alla fine (2006) conterà dieci volumi, l'ultimo dei quali, Del mio meglio n. 10, Live insieme ai precedenti, sarà inserito esclusivamente nel cofanetto a tiratura limitata detto "Monster Box" intitolato Ascoltami, Guardami con il libro Disegnata, fotografata.
Come già accaduto dopo il settimo volume, tutte le raccolte del serie, pubblicate fino a questo momento su 33 giri, sono state riunite in un cofanetto (PDU PLB 2009), questa volta di 8 LP.
Nel 2001 tutti i 9 volumi, rimasterizzati su supporto CD, compariranno in un cofanetto strenna a forma di cubo.
Prima edizione su CD del 1985 (PDU CDP 7467662), rimasterizzata nel 2001 a cura della EMI Italiana (5365702).
Originariamente queste raccolte erano presenti nella discografia ufficiale dell'artista, ma nel 2012 sono state tutte rimosse.

## Tracce
L'anno indicato è quello di pubblicazione dell'album d'appartenenza (di cui nasconde il link).
Lato A
1. Se il mio canto sei tu – 4:23 (testo: Paola Blandi – musica: Beppe Cantarelli; edizioni musicali PDU, Blue Team) – 1979
2. Walk On By – 8:25 (testo: Hal David – musica: Burt Bacharach; edizioni musicali D.R.) – 1981
3. Magica follia – 3:54 (Andrea Lo Vecchio; edizioni musicali PDU) – 1982
4. Io ti amavo quando (You've Got a Friend) – 4:19 (testo: Paolo Limiti – musica: Carole King; edizioni musicali Screen bems) – 1972
5. I giorni dei falò (Long Ago and Far Away) – 2:20 (testo: Giorgio Calabrese – musica: James Taylor; edizioni musicali April Music) – 1972

Lato B
1. Voglio stare bene – 3:22 (Simonluca; edizioni musicali SIAE) – 1980
2. Tu sarai la mia voce (Put the Weight on My Shoulders) – 4:55 (testo: Vittorio De Scalzi – musica: Gino Vannelli; edizioni musicali Chappell) – 1981
3. Buonanotte buonanotte – 5:07 (testo: Carla Vistarini – musica: Fabio Massimo Cantini; edizioni musicali PDU) – 1980
4. Che novità – 4:54 (testo: Firmo Rizzini – musica: Danidy alias Rudy Meledandri; edizioni musicali PDU) – 1979
5. Già visto – 5:12 (testo: Massimiliano Pani – musica: Celso Valli; edizioni musicali PDU) – 1982

## Arrangiamenti e direzioni orchestrali
- Beppe Cantarelli - Se il mio canto sei tu, Tu sarai la mia voce
- Victor Bach - Walk On By
- Celso Valli - Magica follia, Già visto
- Pino Presti - Io ti amavo quando, I giorni dei falò
- Simon Luca  - Voglio stare bene
- Massimiliano Pani - Buonanotte buonanotte
- Rudy Brass - Che novità